# DITA Open Toolkit
DITA Open Toolkit (DITA-OT) は、DITAのコンテンツをひとつの文書として出力するためのオープンソースの変換システムである。出力可能な文書の形式は以下のとおり 。
- DocBook
- Eclipseヘルプシステム
- JavaHelp（英語版）
- Microsoft Compiled HTML Help
- ODT
- PDF（XSL-FO経由で出力）
- RTF（制約あり）
- troff (troff)
- XHTML、およびJavaScriptによるフレーム（英語版）ありのXHTML

DITA-OTは、任意の形式で文書を出力するために拡張することも可能。また、HTMLをDITAに移行するためのツールも含んでいる。
DITA-OTはIBMで開発され、2005年にオープンソースで公開された。DITA-OTの配布パッケージにはAnt、Java、Xerces、Saxon XSLT、Apache FOPも含まれている。
DITA制作ツールやDITA向けコンテンツ管理システム (CMS) のほとんどが、文書出力生成作業フローにDITA-OTまたはその一部を統合している。
コマンドラインのかわりにGUI画面からDITA-OTを起動するための、単体のツールも開発されている。